# Mikuláš Ferjenčík (1904)
Mikuláš Ferjenčík (6. prosince 1904 Polomka – 4. března 1988 Denver) byl slovenský veterinář a československý politik, člen druhého odboje, generál a účastník Slovenského národního povstání, člen Sboru pověřenců, poslanec Prozatímního Národního shromáždění a po únoru 1948 exilový politik.

## Biografie
Absolvoval gymnázium v Rožňavě a Vysokou školu veterinární v Brně. Poté působil jako armádní zvěrolékař.
Po zániku Československa odjel v březnu 1939 na Slovensko, kde se stal přednostou veterinární služby Hlavního vojenského velitelství v Bratislavě.  V září 1939 se zúčastnil válečného tažení slovenské armády proti Polsku ve funkci přednosty veterinární služby velitelství „Bernolák“.  
Od konce září 1940 do srpna 1944 působil jako přednosta veterinární správy na Velitelství pozemního vojska v Banské Bystrici s krátkou přestávkou, kdy se v létě 1941 zúčastnil válečného tažení na východní frontě.
Za druhé světové války se zapojil do odboje. 
Byl aktérem Slovenského národního povstání, kde působil jako zástupce Jána Goliana ve vojenském ústředí povstalců. Po válce působil ve Sboru pověřenců jako pověřenec pro národní obranu.
Tento post zastával v 2. Sboru pověřenců v září a říjnu 1944 a pak opět v 4. Sboru pověřenců v únoru až dubnu 1945 (pověřenec pro věci vojenské). Kromě toho působil v 7. Sboru pověřenců a 8. Sboru pověřenců v letech 1946–1948 na postu pověřence vnitra. 26. února 1948 podal demisi. Jeho nástup na post pověřence vnitra hodnotil zpětně přední nekomunistický politik Ján Ursíny jako chybu, protože Ferjenčík podle něj „nebyl pevným člověkem, který by dokázal zabránit výstřelkům, které už tehdy orgány Státní bezpečnosti páchaly.“ Ač tedy v letech 1946-1948 neměli slovenští komunisté svého člověka v čele Pověřenectva vnitra, fakticky kontrolu nad tímto rezortem vykonávali i nadále. Ferjenčík podle Ursínyho udělal chybu, že ponechal na svých postech vedoucí představitele Státní bezpečnosti, po svém komunistickém předchůdci Júliovi Viktorymu si dokonce nechal i sekretářku. Na druhou stranu Ferjenčík odmítl snahu komunistů požádat o vydání mnoha exponentů Slovenského štátu ze zahraničního exilu. Gustávu Husákovi na tento požadavek sdělil, že o vydání je možné uvažovat jen u Ferdinanda Ďurčanského.
V srpnu 1945 byl delegáty národních výborů zvolen za poslance Slovenské národní rady. Zasedal zde do roku 1946. V letech 1945-1946 byl i bezpartijním poslancem celostátního Prozatímního Národního shromáždění. V parlamentu setrval do parlamentních voleb v roce 1946. V letech 1945–1946 zastával i vládní funkce na celostátní úrovni. V první vládě Zdeňka Fierlingera a druhé vládě Zdeňka Fierlingera byl státním tajemníkem v ministerstvu národní obrany.
Během únorového převratu roku 1948 nedokázal Ferjenčík vyvinout výraznější mocenský protitlak vůči komunistům. 24. února 1948 sice vydal pokyn okresním národním výborům, aby neustupovaly okresním Akčním výborům Národní fronty, ale ty jej ignorovaly. Ferjenčík pak 26. února doporučil, aby v případě hrozby násilí předsedové ONV ustoupili požadavkům AV NF. 28. února pak Slovenská národní rada přijala demisi pověřence Ferjenčíka.
Po únorovém převratu v roce 1948 emigroval do USA, kde byl aktivní v exilových politických strukturách. Předsedal Československé národní radě v USA. Zemřel v roce 1988 v 83 letech v Denveru. V roce 1992 byl in memoriam povýšen do hodnosti armádního generála.Československý politik byl praprastrýcem poslanců Parlamentu České republiky za Českou pirátskou stranu Olgy Richterové a Mikuláše Ferjenčíka.